# محمد بن إبراهيم المؤيد الحسني
محمد بن إبراهيم المؤيد الحسني، ( 1333 - 1399 هـ) أحد أبرز الأعلام في الحجاز في القرن الرابع عشر الهجري، وصاحب مكتبة المؤيد في الطائف.

## مكتبته
افتتح محمد الحسني مكتبته في الطائف في الستينيات الهجرية بعد الثلاثمئة والألف، وكانت نواتها مكتبة صغيرة، وقد أصبحت فيما بعد من أكبر المكتبات في المملكة العربية السعودية عمومًا والطائف خصوصًا، فقصدها العلماء والأدباء وطلالب العلم؛ لما تتضمنه من نوادر الكتب الشرعية والأدبية واللغوية والتاريخية ، إلى جانب المقررات الدراسية، والأدوات المدرسية.
كما يوجد في المكتبة قسم خاص بالمخطوطات التي تم حفظها في مستودعات خاصة. وقد قام محمد الحسني بتزويد مكتبتي جامعتي أم القرى والملك سعود بنوادر المخطوطات.
كما يتبع المكتبة ورشة تجليد؛ إذ اعتاد محمد الحسني على شراء كتب العلماء المتوفين من داخل المملكة العربية السعودية ومن خارجها، ويقوم بترميمها وتجليدها.

## حياته العلمية
تلقى تعليميه على أيدي كبار علماء اليمن والمسجد الحرام، كما درس في دار الحديث بمكة المكرمة، يعتبر من العلماء في الدين واللغة والأدب، وقد حفظ الكثير من النصوص والمتون الفقهية ، والمنظومات العلمية مثل ألفية ابن مالك، يتميز بالذكاء وسرعة البديهة وقوة الذاكرة.
أما مجلسه الكائن بمكتبته فهو مجلس علم وأدب ، وملتقى للعلماء والأدباء صباحًا ومساءً خاصة في فصل الصيف، ويطرح في مجلسه ما يتصل بالعلم والمعرفة والدين واللغة والاجتماع، وكان الحسني كثيرًا ما يشارك في النقاشات التي كانت تطرح في مجلسه. ومن أبرز رواد مجلسه: ( الأستاذ المؤرخ الأديب الرحالة أحمد علي الكاظي، والشيخ محمد الصديقي، والأستاذ العلامة الأديب محمد أنور، والشاعر الحضراني، والأديب الكبير الأستاذ عبد العزيز الرفاعي) 

## وصلا خارجية
- مكتَبَات الطائف التراثية بينَ رواد المعْرفة وعَرَاقة التاريخ